# Embajada de Argentina en el Reino Unido
La embajada de Argentina en el Reino Unido es la delegación diplomática oficial de la República Argentina en el Reino Unido de Gran Bretaña e Irlanda del Norte. Su titular y máximo representante es el embajador argentino en el Reino Unido, cargo que desde 2024 ocupa Mariana Edith Plaza.

## Ubicación
El edificio principal de la embajada está ubicado en el número 65 de Brook Street en Londres. La entrada a la sección consular se encuentra en la esquina del número 27 de Three Kings' Yard, y la oficina del agregado de defensa en los números 134 y 136 del Buckingham Palace Road, Victoria. La residencia oficial del embajador se encuentra en el 49 Belgrave Square.

## Galería

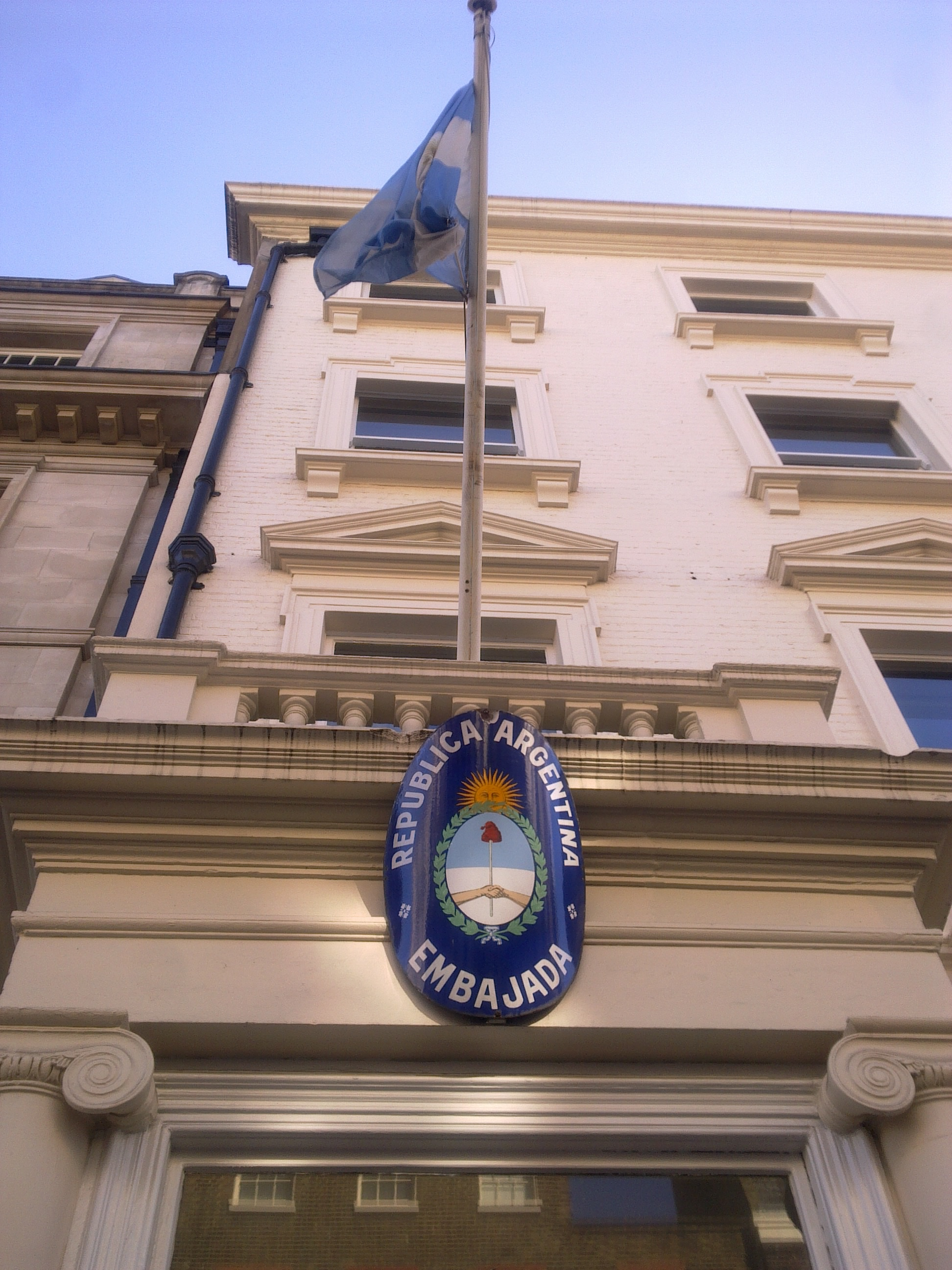
Bandera y escudo argentino en la embajada
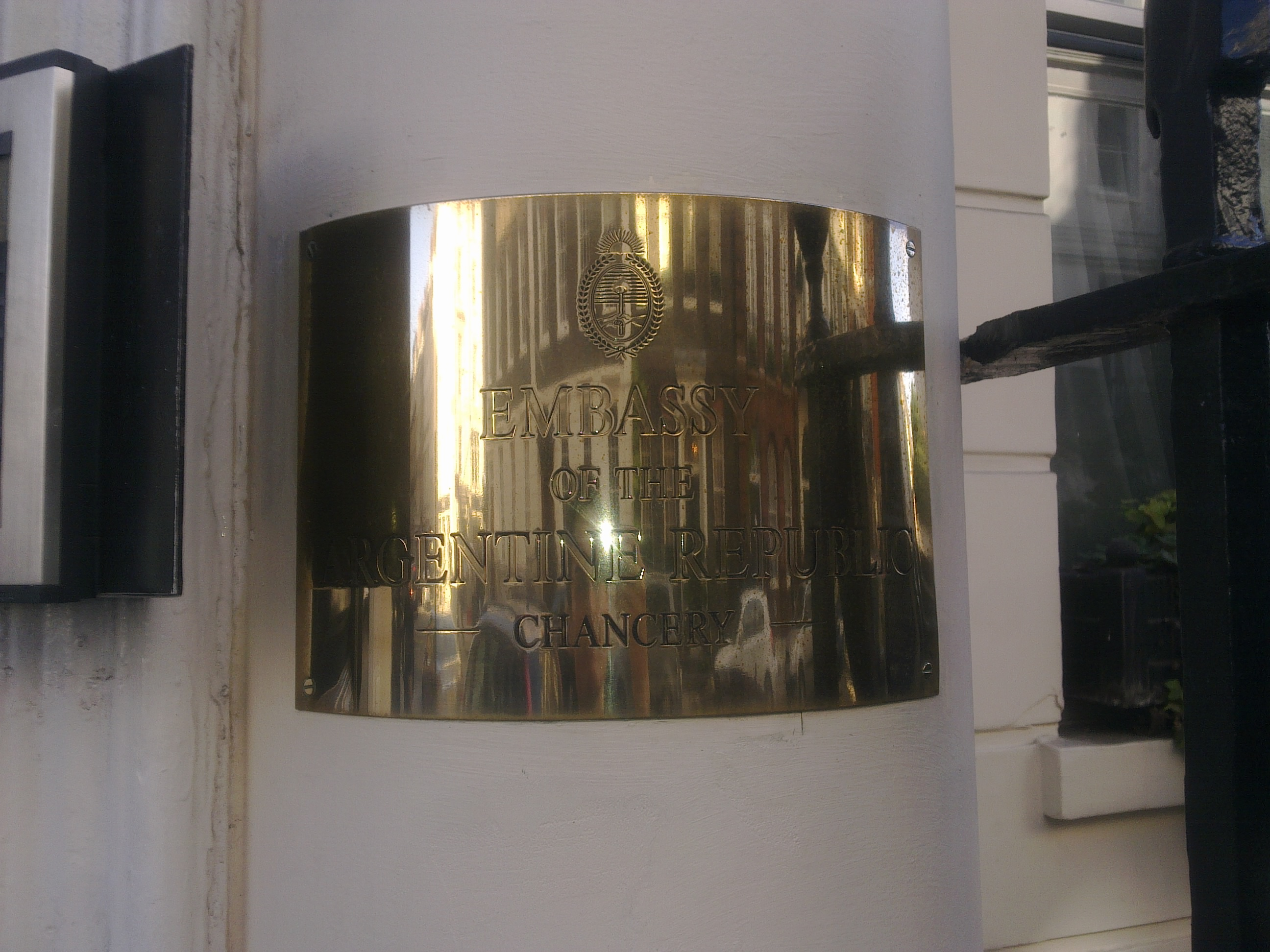
Placa
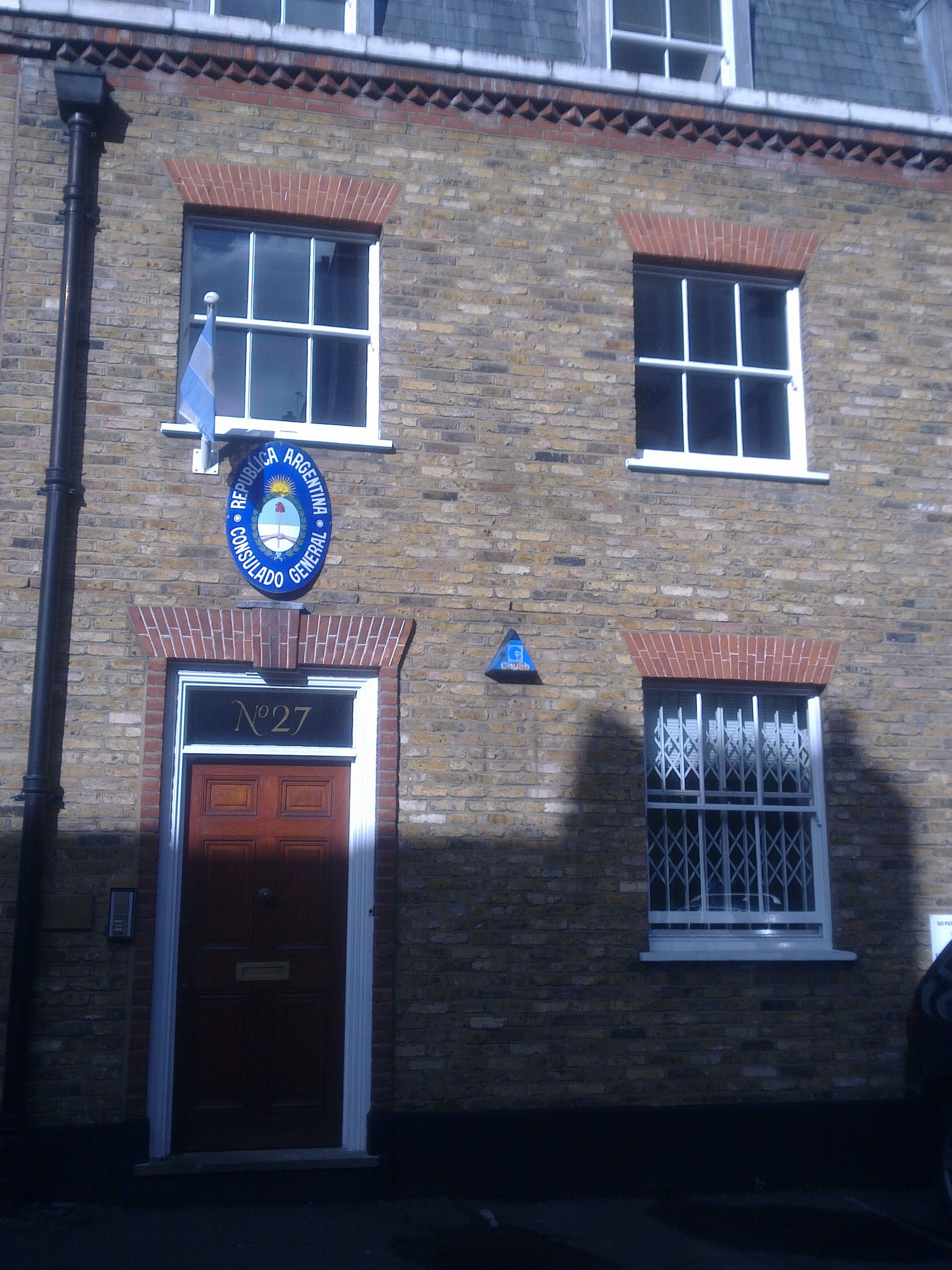
Entrada al consulado argentino en Three Kings Yard
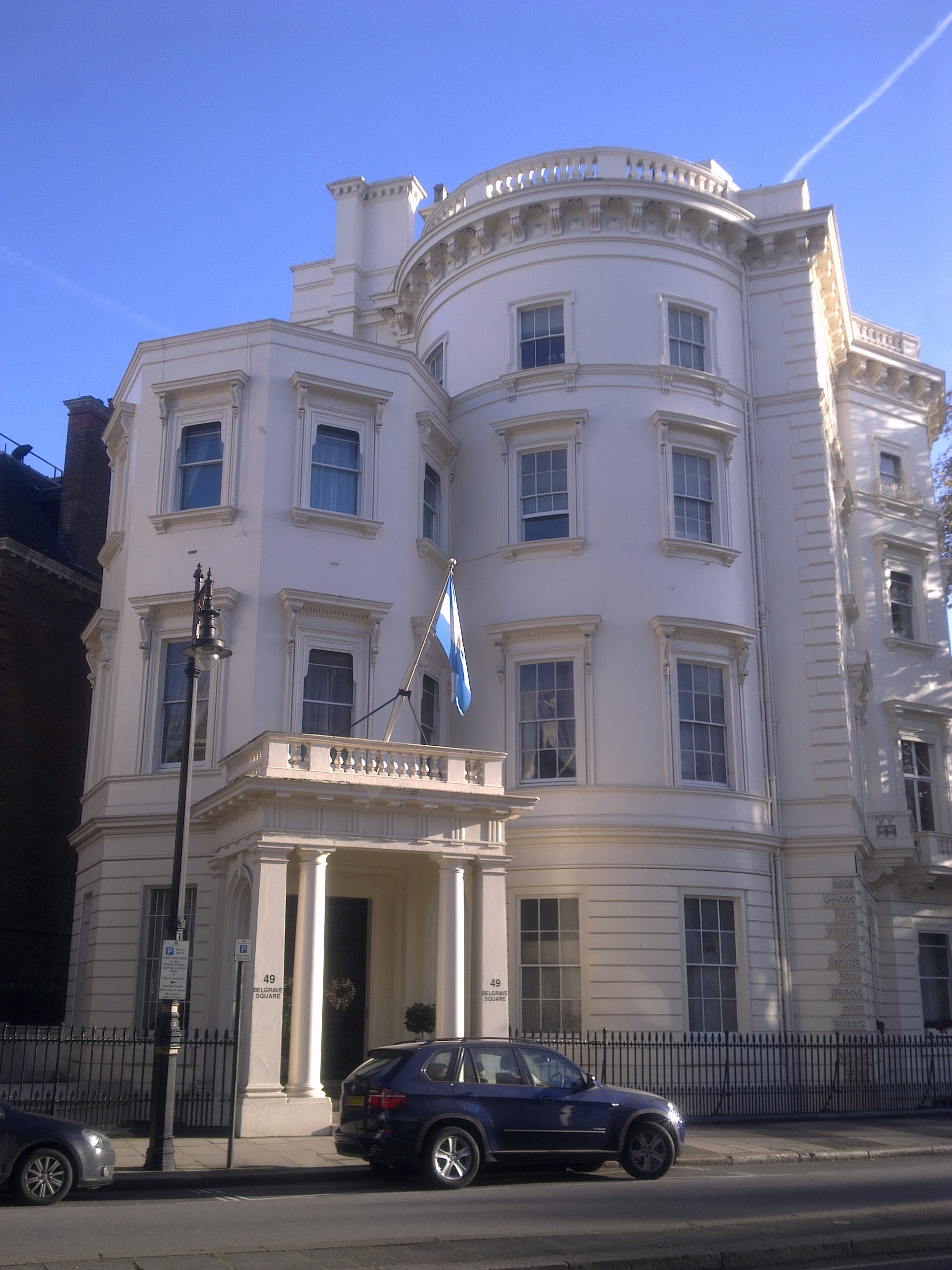
Residencia del embajador